# 快風丸
快風丸（かいふうまる）は、江戸時代の貞享年間に、蝦夷地探検を目的に水戸徳川家で建造された船である。江戸時代の三大船舶のひとつに数えられる。

## 概要
水戸藩主の徳川光圀は寛文年間から貞享年間にかけて大船建造を行っていた。寛文11年（1671年）には長さ18間、幅5間の船をつくらせたが意に満たず、天和2年（1682年）に廃船された。その後、第2船の建造を命じ、貞享2年（1685年）に竣工したが、同年11月に房総半島から伊豆半島方面への初航海に出た際に暴風のために行方不明となった。光圀が悪天候の中に無理に出航させたことが原因である。
その後に第3船が建造され、「快風丸」と命名された。建造や運用には、国内海運の先進地であった大坂から船大工や船頭が招聘されている。建造費は7千両余りであった。
快風丸が竣工すると、光圀は蝦夷地・石狩川の探検を命じたが、1度目の航海は悪天候で中断、2度目の航海も松前藩の反対で引き返した。貞享5年2月（1688年3月）、3度目の航海に那珂湊から出発し、ついに石狩川まで到達した。3度目の航海は3年分の食料などを積載して行われたが、実際には40日間で帰還した。そのため、調査の成果にはそれほど見るべきものは無かった。
光圀の隠居後、元禄6年（1693年）に廃船され、「土人」に売却された。巨船ゆえに維持費が財政上で許容できなかったためとみられる。なお、後の田沼時代に幕府主導で蝦夷地探検が行われた際には、より小型の船が使用された。

## 設計
本船は和船構造で、そのうち安宅船や大型商船と同じ伊勢船と呼ばれる四角い船首を持つ様式であったと考えられる。とがった船首を持つ弁才船に比べると航行性能では劣ったが、激しい暴風雨にも耐えるほど構造は強固だった。推進設備としては帆と艪を併用した。艪は設計上は60丁であったが、乗員不足から40丁で運用された。
『快風丸渉海記事』などで一般に伝わる全長37間の数値に基づくと1万2000石積み相当（実搭載量7600石）で、以前に江戸幕府が保有した超大型軍船「安宅丸」すら凌駕する大きさとなる。石井謙治の別推定（後述）でも5600石積み相当（実搭載量3300石）で、当時現役の日本船では最大であった。安宅船と同じ伊勢船でこれだけの大きさとなると、大船建造の禁に抵触するはずであるが、水戸徳川家が御三家であったことから特例が認められたものと考えられる。
特徴として、屋形の上に「あんじん箱」という方形の矢倉のようなものがあった。あんじん箱には遠洋航海のために磁石や海図をそなえていた。船内には東皐心越筆の「快風丸」の大額（サイズは1間余り）が掲げられていた。

### 要目
『快風丸渉海記事』などで一般に伝わる要目は以下のとおりである。
- 全長：37間（約53m）
- 幅：9間（約17.7m）
- 艪：40挺（本来は60挺）
- 帆柱長さ：18間（柱基太さ3尺角）
- 帆木綿：500反
- 紫天幕（御紋付）、総小旗、下幕（丸の内水の字）、提灯16、大ぼんぼり12、黒鳥毛九尺槍2本。
- 船中に伝馬2艘を置く（大は長さ9間、艪8挺。小は長さ6間、艪6挺）。

これに対し、石井謙治は、単位の「間」は「尋」の誤伝との仮説を提唱している。これによると、全長約40.9m・幅約13.6mで、標準的な伊勢船を基準とした深さは3.5ｍと推定される。5600石積み相当（実搭載量3300石）となる。石井によれば、艪の数や帆の反数、建造費から見てもこの値の方が妥当であるという。